# 空港鉄道1000系電車
空港鉄道1000系電車（くうこうてつどう1000けいでんしゃ）は、空港鉄道が保有する鉄道車両（特急形車両）である。仁川国際空港鉄道で運用されている。

## 概要
2006年に仁川国際空港鉄道の暫定開通に先立ち、ロテムで6両編成3本（18両）が製造された。その後空港鉄道のソウル駅延伸を前に、2009年に3本が増備され、現在は6両編成6本（36両）が在籍する。
ソウル駅 - 仁川国際空港1ターミナル駅 - 仁川国際空港2ターミナル駅間で運行される直通列車に使用されている。この列車に乗車する際は、直通列車専用の乗車券が必要となる。

## 編成
6両モノクラス編成で、座席数は272。6号車は、ソウル駅都心空港ターミナルで搭乗手続きをした乗客の手荷物を運搬するため、車両の約半分が貨物室となっており、座席数が16席と少ない。

## 乗務員
一般列車（各駅停車）と同様、ワンマン運転が行われるが、女性の客室乗務員が添乗し、車内の案内と放送（自動放送の補足など）を担当する。

## 設備

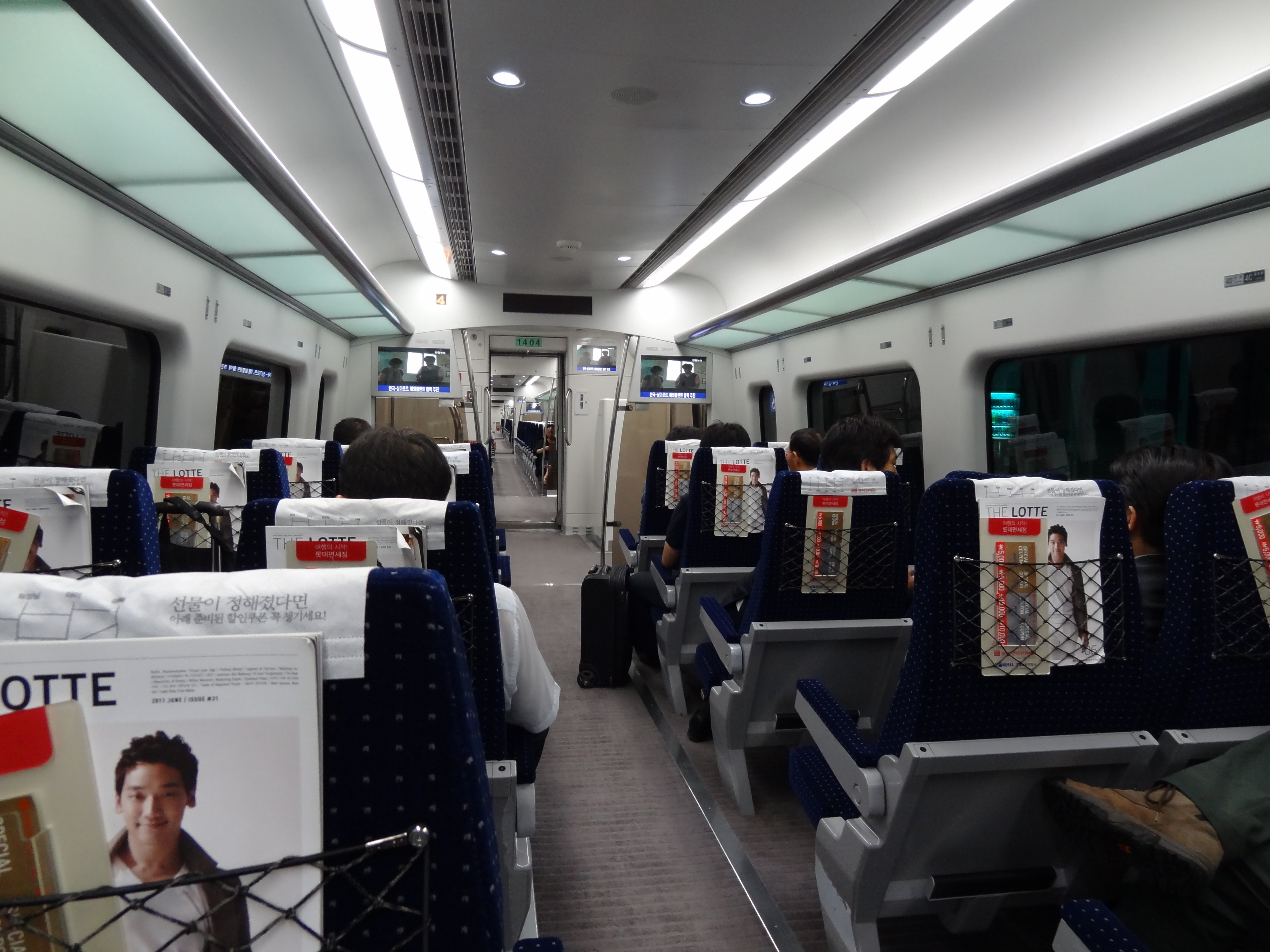
A'REX 1000系車内

車内は集団離反式の固定座席配置で、座面が前に出るタイプの簡易リクライニング方式。肘掛けにもモケットが貼られているため、冬場は暖かいが半袖の時期にはやや刺激がある。床面はカーペット敷で、窓は車端部を除き、2列に1つの大窓。座席にはフットレストも装備。
テーブルはないが、網式のマガジンポケットがあり、広告誌などが常備されている。当初、短時間の乗車であることから、トイレ、洗面所等の設備はなかったが、2014年より順次4号車にトイレ設置工事が行われている。デッキとの仕切り扉が（一部車輌を除き）ないため、非常に見通しのよい作りとなっている。1000系はノンストップで運行されることから、寒気や暖気の流入の心配はない。
デッキには荷物スペースがあり、座席上の荷物棚にも、機内持ち込みが可能な小型スーツケース程度であれば、収納可能である。また、車内では一部座席でパソコン用電源やWi-Fiが使用できる。
車内には液晶デジタルテレビが車両ごとに4台設置（他にデッキ上部にも埋め込み）されており、トンネル区間ではインフォメーション動画を、地上区間ではデジタル放送を見ることができる。ただし、乗客がチャンネルを選ぶことはできず、音声も列車によっては提供されない。
車椅子スペースも確保されており、仕切り扉も少ないことから、車椅子での移動性も高い作りとなっている。
6号車は、子供連れ専用車輌となっている。
荷物スペースの増設工事のため、2024年9月23日より、一人がけ席（S席）の運用が中止され、順次撤去作業と荷物スペースへの改造工事が行なわれている。

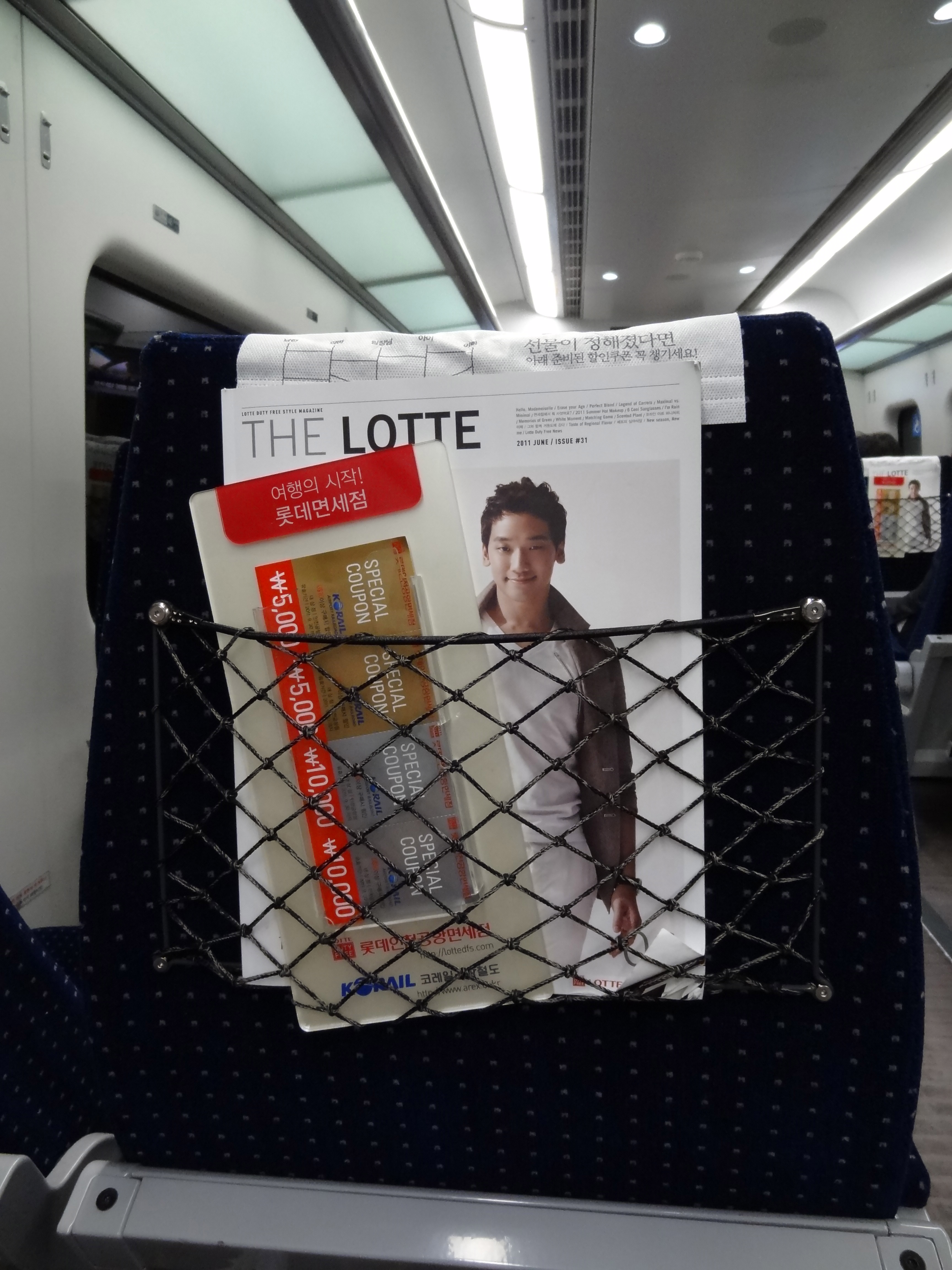
マガジンポケット
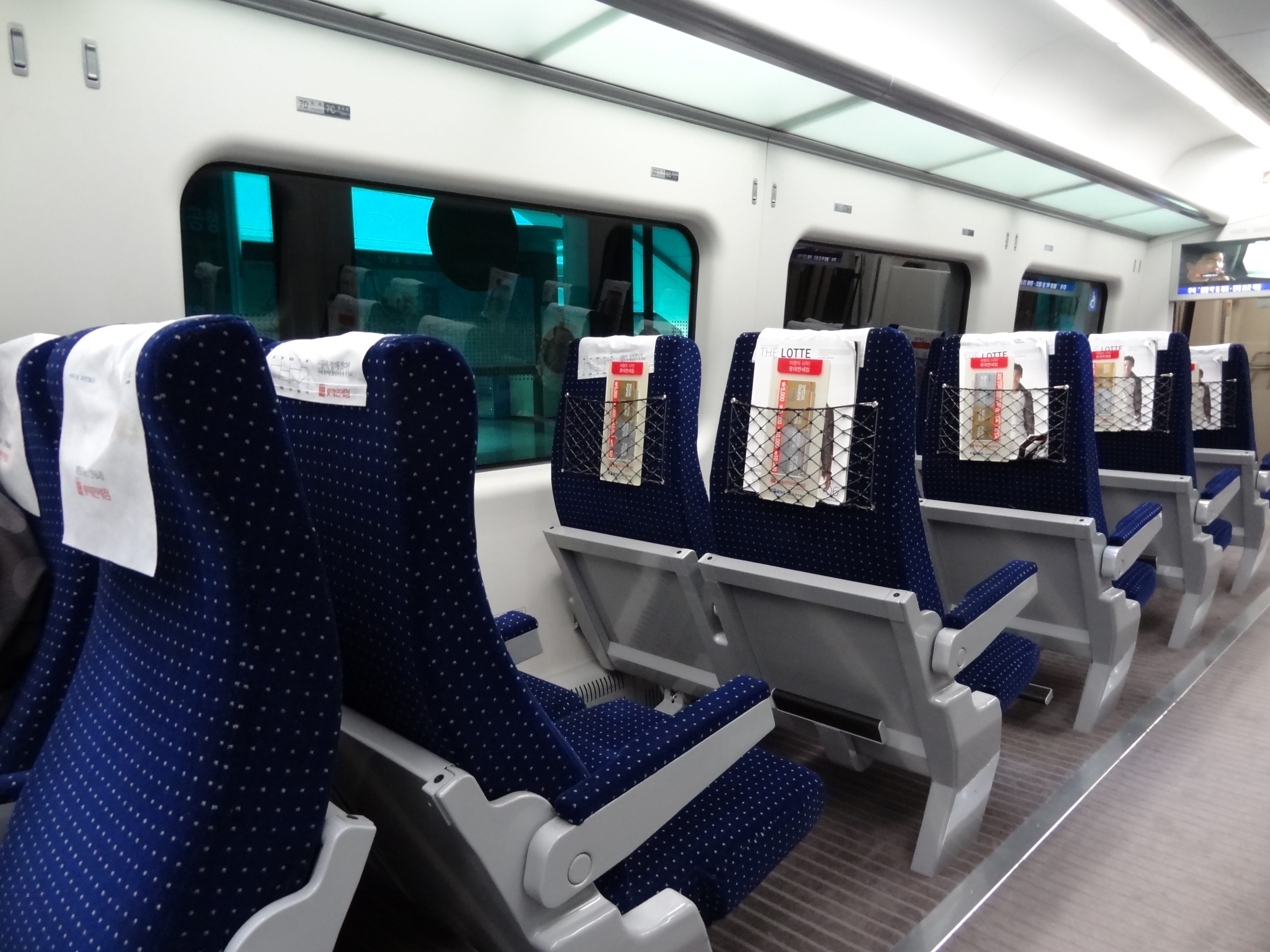
集団離反式の座席配置